# Carcoma (plaga)

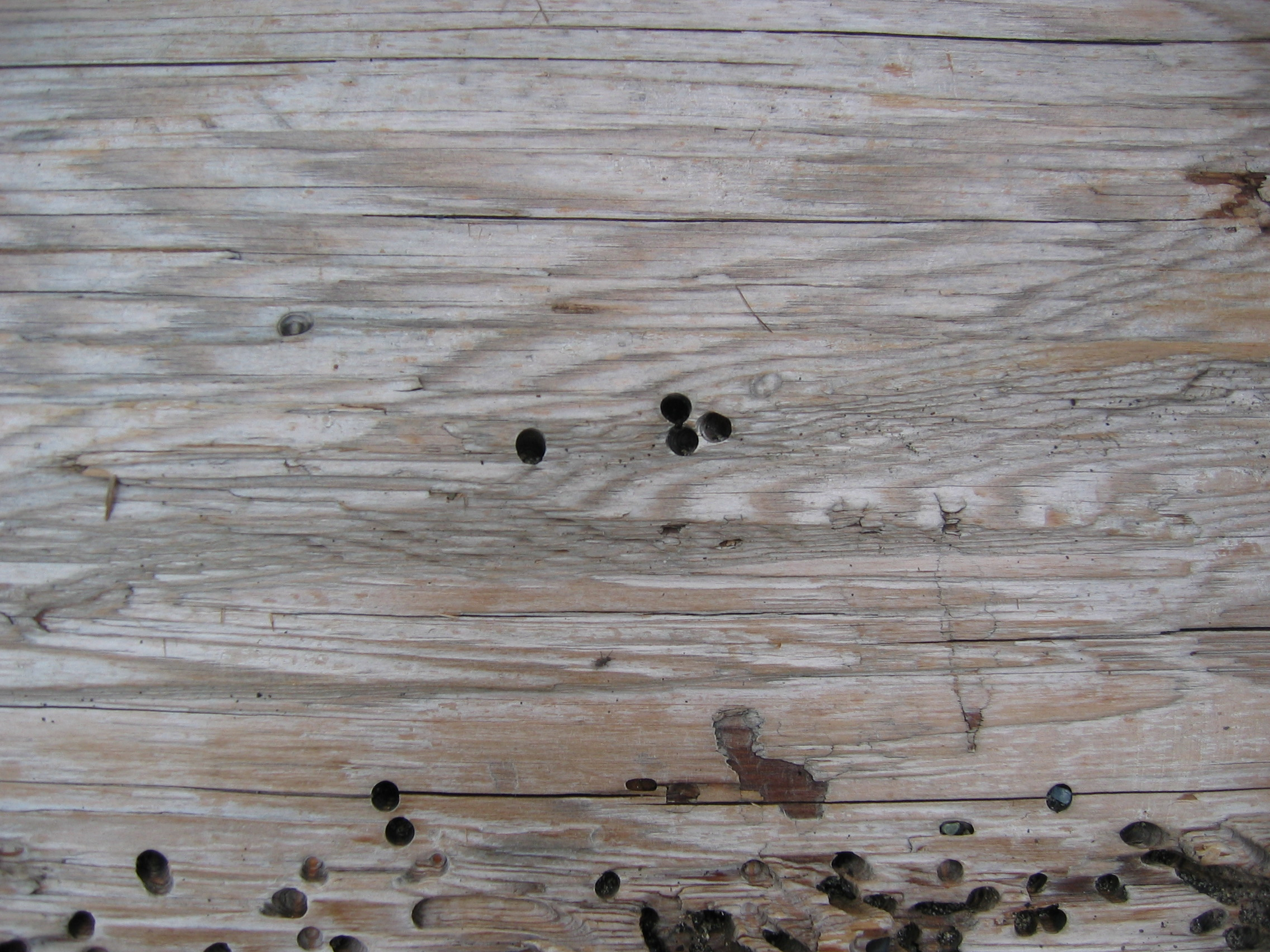
Madera carcomida.

Los términos carcoma y quera se utilizan como nombre común de las larvas de varias especies de coleópteros que perforan la madera (vigas, muebles, artesonados, etcétera) y la dañan en ese proceso al crear galerías, dejando un característico polvo llamado serrín o también quera. Comen madera en su fase larval (xilófagos), y hay diferentes tipos de carcoma.
En un sentido estricto, el término carcoma está reservado a los miembros de la familia Ptinidae, pero suele aplicarse a especies de otras varias familias (como Hylotrupes bajulus, un Cerambycidae; Anobium punctatum, un Anobiidae).
La plaga de carcoma en edificios y muebles es fácil de reconocer más por sus huellas y sonido al comer la madera (orificios y serrín) que por la visión del insecto en sí, ya que mucha gente desconoce su aspecto. La carcoma coloniza y daña la madera en estado de larva (oruga), pero justo antes de salir al exterior sufre una metamorfosis a coleóptero con capacidad de volar. Su vida al exterior es de pocos días: deposita sus huevos y muere.[cita requerida]

## Distribución y características
Viven en todo el mundo. Poseen un cuerpo de color pardo o negro, de un tamaño de 1,5 a 9 mm de largo, con ojos grandes muy separados. Los adultos viven poco y dejan sus huevos en cualquier grieta.

## Interacciones con el ser humano
La carcoma escasea en la naturaleza, y está muy ligada al ser humano. Prefiere lugares a resguardo del agua y el frío, y así su mejor entorno son las construcciones humanas donde haya madera, en especial madera seca y no recién cortada; las larvas raramente atacan árboles vivos. Sus preferencias son los muebles y construcciones antiguas.
Otro tipo de plaga distinto de la carcoma de la madera es la carcoma del pan, que también vive cercana al ser humano pero se alimenta de productos como el pan o el tabaco.

## Tratamientos y erradicación
La carcoma es la plaga más común en construcciones de madera o con elementos hechos de ella: mobiliario, puertas, etc. Su efecto puede ser muy dañino en obras de arte, no solo tallas y retablos sino también pinturas sobre lienzo al atacar sus marcos y bastidores.
Su presencia se reconoce fácilmente por los orificios vistos en la superficie y por el serrín que sale de ellos, pero el animal que causa el daño ya salió y habrá muerto, dejando huevos que reanudan el ciclo.
Durante la mayor parte de su vida la larva excava galerías por dentro de la madera y en su última etapa se transforma en coleóptero; es entonces cuando para salir perfora la superficie, dejando un orificio en la madera. Ello suele ser en los meses cálidos del año. Tiene cierta capacidad de vuelo, por lo que puede depositar sus huevos en otros lugares, ampliando la plaga. Los huevos eclosionan y las diminutas larvas acceden al interior de la madera por fisuras o juntas. En ocasiones, la plaga parece estar latente debido a la ausencia de nuevos agujeros, pero en realidad las larvas siguen royendo el interior, por lo que cualquier tratamiento de erradicación no puede darse por definitivo en el primer año.
Para la eliminación de la carcoma común existen diversos tratamientos y remedios, tanto profesionales (mediante químicos y gases) como caseros.
Congelación y gasLa carcoma no resiste el frío extremo, por lo que la congelación es un remedio efectivo siempre que se haga bajo un riguroso control para no dañar los objetos tratados. Los muebles y demás elementos manejables se depositan en cámaras frigoríficas especiales durante varios días. El uso de arcones congeladores de uso doméstico entraña peligro de rotura de las piezas tratadas incluso tomando la precaución de envolverlos en bolsas de plástico. Otra opción es el gas; algunos restauradores profesionales cuentan con cámaras especiales, herméticas, donde agrupan muebles, tapices y demás objetos frágiles y los someten a un gas o a privación de oxígeno, que erradica cualquier insecto.
Sustancias a brocha o inyecciónExisten en el mercado múltiples preparados líquidos, para ser aplicados a brocha o pistola en las zonas afectadas. No implican la muerte inmediata de la plaga, pero empapan la madera de un tóxico que matará las larvas cuando la mastiquen. La época más propicia para el tratamiento es el final del invierno, antes de que las larvas se transformen en escarabajo y salgan. En cobertizos, cuadras y demás construcciones del ámbito rural es habitual emplear gasoil, aceite usado y otras sustancias petrolíferas asequibles para rociar vigas y tablones, pero no tiene capacidad alguna de prevención, ya que estas sustancias son sumamente volátiles y tienen una vida corta. Hasta hace pocos años todas los excipientes anticarcoma se obtenían del petróleo, no así el ingrediente activo, por lo que podían desprender un olor fuerte; actualmente hay preparados acuosos que son inodoros e incoloros. De todas formas, las piezas más valiosas (muebles con incrustaciones, esculturas) han de tratarse con cautela, y es más recomendable ponerse en manos de un profesional autorizado por el departamento de sanidad. Por suerte, las maderas exóticas y nobles raramente son infestadas por la carcoma, que prefiere variedades más blandas y humildes como el pino. En muchos muebles antiguos, la carcoma ataca la estructura (de madera modesta) y apenas toca los frentes o zonas más decoradas, elaboradas en maderas mejores. Para redoblar el tratamiento y si la extensión es razonable, el líquido ha de introducirse también en todos los orificios con una jeringuilla, a poder ser con su aguja para acceder mejor al interior.
Bellotas como ceboLa bellota fresca desprende un aroma que atrae a la carcoma. Según consejos populares,[cita requerida] se puede controlar la plaga si cerca del elemento afectado se disponen puñados de bellotas envueltos en un saco tela atada (no plástico). En los meses cálidos la carcoma adulta desovará encima de la tela y las larvas se colarán al interior, perforando las bellotas y quedándose en ellas. Al aproximarse la siguiente primavera, la eliminación de las larvas se logra sumergiendo los paquetes en agua y desechándolos.

## Algunas carcomas destructivas
- Diversas especies de Platypodidae
- Diversas especies de Scolytidae
- Ernobius mollis (Anobiidae)
- Anobium punctatum (Anobiidae)
- Xestobium rufovillosum (Anobiidae)
- Xiletynus brasiliensis (Anobiidae)[1]
- Hylotrupes bajulus (Cerambycidae)
- Lyctus brunneus (Lyctidae)
- Pentarthrum huttoni
- Euophryum confine